# Patrick Henry High School (Californie)
Patrick Henry High School est un lycée public situé à San Diego en Californie aux États-Unis,, ouvert en 1968 grâce à une subvention de la Fondation Danforth et accrédité par l’Association occidentale des écoles et collèges (WASC). Il fait partie du district scolaire unifié de San Diego et ses élèves proviennent de nombreux quartiers tels que Mission Valley. Le campus de 230000 m2 comprend un centre de conseil, un centre de développement de l'enfant, des laboratoires informatiques et scientifiques, une cafétéria, une bibliothèque et un théâtre des arts du spectacle de 16 millions de dollars ouvert en 2016 avec l'aide de l'actrice Annette Bening.
La Patrick Henry est partenaire de l'Institution Saint-Michel,.

## Personnalités liées
La liste non-exhaustive des anciens élèves comprend:
- Annette Bening[8],[5].
- Aaron Harang[9],[10].
- Brian Stokes Mitchell[11].
- Ericka Lorenz[12],[13].
- Eric Karros[14].
- RuPaul[15].
- Ricky Williams[16].
- Kellen Winslow II[17].
- Joanna Zeiger[18].
- Salvatore Zizzo[19].